# Ліам Девісон
Ліам Девісон (англ. Liam Patrick Davison; 29 липня 1957, Мельбурн, Австралія — 17 липня 2014, біля с. Грабове, Донецька область, Україна) — австралійський письменник.

## Біографія
Народився в Мельбурні, де до 2007 року викладав креативне письмо в Інституті Чішолм у Франкстоні.
Ліам Девісон здобув освіту в Коледжі Святого Беди в Мельбурні і в Мельбурнському педінституті. Девісон був удостоєний національної книжкової премії у 1993 році, а також номінувався на кілька інших літературних премій, таких як Книга року і Вікторіанська літературна премія.
17 липня 2014 року разом зі своєю дружиною Френкі (Frankie), яка працювала вчителькою в коледжі Турак, загинув у катастрофі рейсу MH17 над Україною.

## Доробок
Роботи Девісона характеризуються гостротою і розумінням як історії Австралії, так і її природи, і були опубліковані в багатьох літературних альманахах. Ліам Девісон також був позаштатним рецензентом Австралійської газети.